# Antonio Cortés Méndez-Bálgoma
Antonio Cortés Méndez-Bálgoma (nacido en 1881 en Madrid y fallecido el 19 de junio de 1959 en La Coruña) fue un naviero, empresario minero y diplomático español. Es conocido por haber fundado la empresa Hullas del Coto Cortés.

## Reseña biográfica
Su padre, Antonio Cortés Gutiérrez, era natural de Cangas de Onís, Asturias. 
Antonio Cortés Méndez-Bálgoma estuvo asentado en La Coruña a partir de 1909. En 1911, se casó en Covadonga con María del Carmen Cienfuegos-Jovellanos y Cifuentes, de Gijón, nieta del industrial gijonés Anselmo Cifuentes Díaz. Tuvieron cinco hijos: María del Carmen, quien se casó con Álvaro Queipo de Llano; Antonio, quien se casó con María de la Concepción Lobato; Anselmo; María de los Dolores, que falleció a los 22 meses de edad;  y Julita.
Montó la representación de la Sociedad Hullera Española en Galicia y, hacia 1919, era armador de buques transportistas de carbón. Ese mismo año, creó junto con sus socios Sobrinos de José Pastor, Hijos de Olimpio Pérez y Wenceslao González Garra, la empresa "Hullas del Coto Cortés, Minas de Cerredo y anexas", que se dedicó a explotar minas de carbón situadas en Degaña, municipio limítrofe entre Asturias y León. En La Coruña, fue el presidente del periódico El Noroeste, y encargó la construcción de la casa Cortés en la plaza de Galicia.
De ideología liberal-romanonista, el conde de Romanones lo presentó como candidato a Cortes del Partido Liberal por el distrito de Toro en 1920 y por Cuenca en 1923.
A partir de los años 1930 residió en Madrid. Se involucró en el mundo diplomático, ejerciendo como primer presidente de la Cámara de Comercio Hispano-brasileña, y como cónsul y encargado de negocios de Finlandia en Madrid. Durante la guerra civil se trasladó temporalmente a su quinta de Guísamo, en Bergondo. Participó, junto con Juan March, en la compra de la empresa Barcelona Traction, adquiriendo su filial Catalonian Land Company.
A su muerte, era poseedor de la Orden de Carlos III.

## Distinciones
- Orden de Carlos III[1]